# Кутир (Тарн и Гарона)
Кутир (фр. Coutures) насеље је и општина у јужној Француској у региону Миди Пирене, у департману Тарн и Гарона која припада префектури Кастелсаразен.
По подацима из 2011. године у општини је живело 103 становника, а густина насељености је износила 14,93 становника/km². Општина се простире на површини од 6,9 km². Налази се на средњој надморској висини од 210 метара (максималној 213 m, а минималној 104 m).

## Демографија
| 1962. | 1968. | 1975. | 1982. | 1990. | 1999. | 2011. |
| ----- | ----- | ----- | ----- | ----- | ----- | ----- |
| 114   | 130   | 113   | 100   | 96    | 104   | 103   |

График промене броја становника у току последњих година